# Высшая лига КВН 2016
Сезон Высшей лиги КВН 2016 года — 30-й сезон с возрождения телевизионного КВН в 1986 году. Сезон был посвящён 55-летию клуба.
Состав для этого сезона был существенно обновлён после того, как многие команды разочаровали на сочинском фестивале «КиВиН 2016». Отбор проходил в том же формате, что и годом ранее: среди участников второго тура фестиваля выбираются самые перспективные команды для Высшей лиги, которые участвуют в гала-концерте, где объявляется состав сезона. Уже на стадии второго тура из борьбы выбыли команды «Приоритет», Сборная Грузии и финалисты сезона 2015 Сборная Дагестана, заявившие о том, что собираются пропустить сезон. Позже к этим командам присоединился и «Саратов», сославшись и на отсутствие финансирования. На самом гала-концерте участников сезона выбирали Александр Васильевич Масляков, Александр Александрович Масляков, Михаил Галустян и Леонид Купридо. Вновь не смогла пройти отбор игравшая в сезоне 2014 Сборная РУДН, а также ещё одна команда—участница того сезона — «Шизгара». Судьбу ещё двух команд определили зрительским голосованием после того, как члены жюри не смогли принять решение насчёт трёх претендентов: полуфиналистов 2015 «Горизонта», четвертьфиналистов 2014 «С.У.Р.А.», и чемпионов лиги «Поволжье», не игравших до этого ни в одной телевизионной лиге, Сборной «Монди СЛПК». Зрители отдали 112 голосов за команду «С.У.Р.А.», 123 голоса за «Горизонт», и 333 голоса за «Монди». Таким образом, 20-м участником сезона стали чемпионы лиги «Поволжье», вытеснив двух «ветеранов».
Автоматически в сезон попали чемпионы Премьер-лиги «Хара́ Мори́н» и чемпионы турнира «Дорога в Высшую лигу 2016» Сборная республики Татарстан, уже игравшая в Высшей лиге под названием «Сборная банкетных ведущих». Второй чемпион турнира — Сборная Ямала (Надым) — в Высшую лигу в итоге принят не был.
В сезон были также приглашены выпускники Премьер-лиги — петербургский «Доброжелательный Роман» и «Уфа». Если команд из Санкт-Петербурга не было в Высшей лиге всего лишь два года, то Уфа была представлена последний раз в сезоне 1987/1988. Также впервые с 1995 года в Высшую лигу попала команда из Тамбова. В сезон также попали две команды с необычным амплуа: команда «Приказ 390», представляющая Федеральную службу исполнения наказаний, и Сборная Большого московского государственного цирка.
Среди более опытных участников Высшей лиги в сезон попали «Азия MIX», «Спарта», Сборная МФЮА, «Радио Свобода», «Экскурсия по городу» и Сборная города Мурманска. Мурманчане стали второй командой (после «Города Пятигорска»), решившейся на третий сезон подряд после того, как в предыдущих двух дошли до финала. Пропустив сезон 2015, в Высшую лигу вернулись и бронзовые призёры сезона 2014 — Сборная Физтеха. Для «физтеховцев» сезон оказался неудачным, и они выбыли уже на этапе 1/8-й финала, как и четвертьфиналисты предыдущего сезона «Экскурсия по городу» и «Лучшие друзья». Самыми успешными дебютантами оказались Сборная Цирка, дошедшая до финала, а также команды «Чистые пруды», «Проигрыватель» и «Доброжелательный Роман», доигравшие до полуфинала.
Сезон 2016 стал первым, в финале которого сыграло пять команд. Второй раз подряд до финала дошли «Спарта» и «Радио Свобода», свой третий финал играл Мурманск, а дебютантами решающей игры стали команды «Азия MIX» и Сборная Большого московского государственного цирка. Мурманчанам так и не удалось выиграть Высшую лигу, и они довольствовались лишь бронзовыми медалями. Серебро завоевала казахстанская «Спарта», а золото выиграла «Азия MIX», команда, которая шла к чемпионству четыре сезона. Впервые чемпионом Высшей лиги стала команда из Средней Азии.
Также, в сезоне 2016 впервые командам, занявшим первые места, вручался денежный приз от спонсора КВН (в том году — банка «Открытие»).

## Состав
Для участия в сезоне были приглашены следующие 20 команд КВН:
1. Сборная Большого московского цирка (Москва) — вице-чемпионы Лиги Москвы и Подмосковья[12]
2. Сборная «Монди СЛПК» (Сыктывкар) — чемпионы лиги «Поволжье»
3. Чистые пруды (Москва) — четвертьфиналисты Первой лиги, финалисты Краснодарской лиги
4. Урал (Нижний Тагил) — полуфиналисты Первой лиги
5. Русская дорога (Армавир) — финалисты Первой лиги
6. Приказ 390 (Воронеж) — финалисты Первой лиги
7. Проигрыватель (Тамбов) — участники Премьер-лиги, полуфиналисты Первой лиги, чемпионы Юго-западной лиги
8. Доброжелательный Роман (Санкт-Петербург) — финалисты Премьер-лиги
9. Уфа (Уфа) — вице-чемпионы Премьер-лиги
10. Хара Морин (Улан-Удэ) — чемпионы Премьер-лиги
11. Сборная ГУУ и МИСиС (Москва) — сборная команд Премьер-лиги «Фулл Хаус» и «Сборная МИСиС»
12. Сборная Татарстана (Казань) — второй сезон в Высшей лиге, чемпионы турнира «Дорога в Высшую лигу 2016»
13. Экскурсия по городу (Новосибирск) — второй сезон в Высшей лиге
14. Лучшие друзья (Минск) — второй сезон в Высшей лиге
15. Сборная МФЮА (Москва — Волгоград) — третий сезон в Высшей лиге
16. Азия MIX (Бишкек) — четвёртый сезон в Высшей лиге
17. Спарта (Астана) — третий сезон в Высшей лиге
18. Радио Свобода (Ярославль) — второй сезон в Высшей лиге
19. Сборная Физтеха (Долгопрудный) — третий сезон в Высшей лиге
20. Сборная города Мурманска (Мурманск) — третий сезон в Высшей лиге

Чемпионом сезона стала команда «Азия MIX».

## Игры

### ⅛ финала
Первая ⅛ финала
- Дата игры: 16 февраля
- Команды: Хара Морин (Улан-Удэ), Сборная Татарстана (Казань), Проигрыватель (Тамбов), Сборная Большого московского цирка (Москва), Радио Свобода (Ярославль)
- Жюри: Семён Слепаков, Константин Лавроненко, Валдис Пельш, Михаил Галустян, Юлий Гусман
- Конкурсы: Приветствие, Биатлон, Музыкальное домашнее задание

| Команда            | Приветствие | Биатлон | общий | МДЗ | Итого |
| ------------------ | ----------- | ------- | ----- | --- | ----- |
| Хара Морин         | 4,6         | 0,8     | 5,4   | 5   | 10,4  |
| Сборная Татарстана | 4,8         | 0,6     | 5,4   | 5   | 10,4  |
| Проигрыватель      | 4,4         | 1       | 5,4   | 5,8 | 11,2  |
| Сборная цирка      | 5           | 0,7     | 5,7   | 6   | 11,7  |
| Радио Свобода      | 4,8         | 0,9     | 5,7   | 6   | 11,7  |

Результат игры:
1. Радио Свобода; Сборная Большого московского цирка
2. Проигрыватель
3. Сборная Татарстана; Хара Морин

- На игре был представлен юбилейный флаг КВН, начавший свою эстафету по официальным лигам «АМиК» с Высшей. Эстафета завершилась в ноябре на юбилейном Спецпроекте в Кремле.[14]
- В музыкальном домашнем задании «Радио Свобода» показали номер «Василий Тёртый» о том, как россияне борются с экономическими кризисами в стране.
- В приветствии Сборной Татарстана участвовала Екатерина Скулкина, выступавшая в КВН за команду «Четыре татарина».
- Своё приветствие татары закончили песней про чак-чак (на мотив «Лук-лучок») и клипом на неё, в котором участвовали знаменитости татарского происхождения: Айдар Гараев, Ляйсан Утяшева, Тимур Батрутдинов, Шамиль Тарпищев, Алсу, Марат Башаров.
- В музыкальном домашнем задании Сборной Большого московского государственного цирка «Цирковая бездарность 2016» принял участие Андрей Баринов, известный по шоу «Большая разница» (победитель первого фестиваля).

Вторая ⅛ финала
- Дата игры: 26 февраля
- Команды: Сборная МФЮА (Москва — Волгоград), Сборная «Монди СЛПК» (Сыктывкар), Приказ 390 (Воронеж), Доброжелательный Роман (Санкт-Петербург), Экскурсия по городу (Новосибирск)
- Жюри: Семён Слепаков, Валдис Пельш, Леонид Слуцкий, Константин Эрнст, Пелагея, Михаил Галустян
- Конкурсы: Приветствие, Биатлон, Музыкальное домашнее задание

| Команда              | Приветствие | Биатлон | общий | МДЗ | Итого |
| -------------------- | ----------- | ------- | ----- | --- | ----- |
| Сборная МФЮА         | 4,7         | 0,7     | 5,4   | 5,3 | 10,7  |
| Сборная «Монди СЛПК» | 4,3         | 0,6     | 4,9   | 5   | 9,9   |
| Приказ 390           | 5           | 0,9     | 5,9   | 6   | 11,9  |
| Романы               | 5           | 1       | 6     | 5,8 | 11,8  |
| Экскурсия по городу  | 4,2         | 0,8     | 5     | 5   | 10    |

Результат игры:
1. Приказ 390
2. Доброжелательный Роман
3. Сборная МФЮА
4. Экскурсия по городу
5. Сборная «Монди СЛПК»

- Сборная МФЮА впервые заняла проходное место в 1/8-й финала Высшей лиги.
- В музыкальном домашнем задании команда «Приказ 390» показала номер «Танцы за забором» — пародию на танцевальные реалити-шоу.

Третья ⅛ финала
- Дата игры: 11 марта
- Команды: Русская дорога (Армавир), Уфа (Уфа), Сборная ГУУ и МИСиС (Москва), Азия MIX (Бишкек), Сборная Физтеха (Долгопрудный)
- Жюри: Валдис Пельш, Дмитрий Нагиев, Константин Эрнст, Пелагея, Михаил Галустян, Юлий Гусман
- Конкурсы: Приветствие, Биатлон, Музыкальное домашнее задание

| Команда             | Приветствие | Биатлон | общий | МДЗ | Итого |
| ------------------- | ----------- | ------- | ----- | --- | ----- |
| Русская дорога      | 5           | 1       | 6     | 5,5 | 11,5  |
| Уфа                 | 4,2         | 0,7     | 4,9   | 4,7 | 9,6   |
| Сборная ГУУ и МИСиС | 4,3         | 0,8     | 5,1   | 5,7 | 10,8  |
| Азия MIX            | 5           | 0,9     | 5,9   | 5,8 | 11,7  |
| Сборная Физтеха     | 4,5         | 0,6     | 5,1   | 5,2 | 10,3  |

Результат игры:
1. Азия MIX
2. Русская дорога
3. Сборная ГУУ и МИСиС
4. Сборная Физтеха
5. Уфа

- Проигрыш Сборной Физтеха стал всего лишь третьим случаем, когда финалист Высшей лиги в последующем сезоне выбывает на первом этапе соревнований (не считая Турнир Десяти, и случаев, в которых проигравших финалистов добрали в следующий этап). Предыдущие два случая произошли в 1992 году, когда на первом этапе (тогда это был четвертьфинал) сошли с дистанции ДГУ и «Эскадрон гусар».
- В домашнем задании команды «Уфа» на этой игре принял участие солист группы «Пицца» Сергей Приказчиков.
- В приветствии «Азия MIX» показала номер, в котором участник команды Эрмек Кененсаров признавался в любви Пелагее. В номере приняли участие сидящий в жюри Михаил Галустян и его сокомандник Александр Ревва, который вышел на сцену в костюме розового зайца.
- В домашнем задании «Русская дорога» показала номер про кастинг в «Black Star Mafia», на который пришла армавирская группа «Shadow of the Sky».
- В музыкальном домашнем задании сборной вузов был показан номер «Кошмар Пелагеи», в котором приняли участие артисты ансамбля «Непоседы», среди которых была и Таисия Маслякова.
- В качестве домашнего задания «Азия MIX» показала киргизскую версию романа Михаила Шолохова «Тихий Дон».

Четвёртая ⅛ финала
- Дата игры: 18 марта
- Команды: Спарта (Астана), Чистые пруды (Москва), Сборная города Мурманска (Мурманск), Урал (Нижний Тагил), Лучшие друзья (Минск)
- Жюри: Семён Слепаков, Константин Лавроненко, Константин Эрнст, Пелагея, Михаил Галустян, Юлий Гусман
- Конкурсы: Приветствие, Биатлон, Музыкальное домашнее задание

| Команда           | Приветствие | Биатлон | общий | МДЗ | Итого |
| ----------------- | ----------- | ------- | ----- | --- | ----- |
| Спарта            | 4,7         | 0,6     | 5,3   | 5,7 | 11    |
| Чистые пруды      | 5           | 1       | 6     | 6   | 12    |
| Сборная Мурманска | 5           | 0,9     | 5,9   | 5,8 | 11,7  |
| Урал              | 3,8         | 0,7     | 4,5   | 5,2 | 9,7   |
| Лучшие друзья     | 4,3         | 0,8     | 5,1   | 5,7 | 10,8  |

Результат игры:
1. Чистые пруды
2. Сборная города Мурманска
3. Спарта
4. Лучшие друзья
5. Урал

- «Чистые пруды» стали одиннадцатой командой, набравшей максимум баллов за игру в Высшей лиге.
- В конце игры Александр Масляков объявил, что дальше проходят только команды, занявшие проходные места. Впервые с 2000 года никого не добрали в четвертьфинал Высшей лиги КВН.

Впервые с 2008 года некоторым командам, вылетевшим из Высшей лиги на стадии 1/8 финала, был предоставлен шанс продолжить сезон в Премьер-лиге, куда попали команды «Урал» и «Уфа»; а Сборная «Монди СЛПК» продолжила свой сезон в Первой лиге.

### Четвертьфиналы
Первый четвертьфинал
- Дата игры: 8 апреля
- Команды: Радио Свобода (Ярославль), Приказ 390 (Воронеж), Доброжелательный Роман (Санкт-Петербург), Сборная ГУУ и МИСиС (Москва)
- Жюри: Валдис Пельш, Константин Лавроненко, Константин Эрнст, Дмитрий Нагиев, Михаил Галустян, Юлий Гусман
- Конкурсы: Приветствие, Музыкальный биатлон, Капитанский конкурс («Я»), СТЭМ — Знакомый сюжет, Конкурс одной песни

| Команда             | Приветствие | Биатлон | общий | Капитанский | общий | СТЭМ | общий | КОП | Итого |
| ------------------- | ----------- | ------- | ----- | ----------- | ----- | ---- | ----- | --- | ----- |
| Радио Свобода       | 4,7         | 1       | 5,7   | 3,5         | 9,2   | 3,3  | 12,5  | 3,7 | 16,2  |
| Приказ 390          | 4,8         | 0,7     | 5,5   | 3,2         | 8,7   | 3,8  | 12,5  | 3,5 | 16    |
| Романы              | 5           | 1       | 6     | 3,5         | 9,5   | 3    | 12,5  | 3,8 | 16,3  |
| Сборная ГУУ и МИСиС | 4,3         | 0,8     | 5,1   | 4           | 9,1   | 3,5  | 12,6  | 3,2 | 15,8  |

Результат игры:
1. Доброжелательный Роман
2. Радио Свобода
3. Приказ 390
4. Сборная ГУУ и МИСиС

- Капитанский конкурс играли: Максим Тагиев (ГУУ-МИСиС), Иван Старостин (Ярославль), Константин Подольский (Санкт-Петербург), Дмитрий Журавлёв (Воронеж).
- В конкурсе «Знакомый сюжет» команды должны показать СТЭМ (без ограничения по количеству человек на сцене), основанный на каком-либо произведении, фильме, телесериале, и т. д. На этой игре за основу были взяты следующие сюжеты: «Доброжелательный Роман» — «Преступление и наказание» и «Улицы разбитых фонарей»; «Радио Свобода» — «Приключения Электроника»; «Приказ 390» — «Печки-лавочки»; Сборная ГУУ и МИСиС — книги самых разных жанров, среди которых: «Айболит», книга об истории, «Семнадцать мгновений весны», сборник кроссвордов, «Война и мир», кулинарная книга. В конкурсе ярославцев приняли участие Юрий и Владимир Торсуевы.
- В приветствии команды «Доброжелательный Роман» принял участие Дмитрий Хрусталёв, игравший за Сборную Санкт-Петербурга, а также ведущий телепередачи «Своя игра» Пётр Кулешов.
- Перед последним конкурсом московская команда была на первом месте, после него она опустилась на последнее.
- В конце биатлона члены жюри не смогли определиться с победителем, поэтому отдали победу обеим оставшимся командам.
- Предыдущая игра Высшей лиги КВН, в которой было сыграно пять конкурсов — финал сезона 2012.

Второй четвертьфинал
- Дата игры: 15 апреля
- Команды: Сборная Большого московского цирка (Москва), Русская дорога (Армавир), Сборная МФЮА (Москва — Волгоград), Азия MIX (Бишкек)
- Жюри: Семён Слепаков, Валдис Пельш, Дмитрий Нагиев, Константин Эрнст, Михаил Галустян, Юлий Гусман
- Конкурсы: Приветствие, Музыкальный биатлон, Капитанский конкурс («Я»), СТЭМ — Знакомый сюжет, Конкурс одной песни

| Команда        | Приветствие | Биатлон | общий | Капитанский | общий | СТЭМ | общий | КОП | Итого |
| -------------- | ----------- | ------- | ----- | ----------- | ----- | ---- | ----- | --- | ----- |
| Сборная цирка  | 5           | 1       | 6     | 4           | 10    | 4    | 14    | 4   | 18    |
| Русская дорога | 4,3         | 0,7     | 5     | 3,5         | 8,5   | 3,3  | 11,8  | 3,5 | 15,3  |
| Сборная МФЮА   | 4,2         | 0,8     | 5     | 3,2         | 8,2   | 3    | 11,2  | 3,5 | 14,7  |
| Азия MIX       | 5           | 1       | 6     | 3,5         | 9,5   | 4    | 13,5  | 4   | 17,5  |

Результат игры:
1. Сборная Большого московского цирка
2. Азия MIX
3. Русская дорога
4. Сборная МФЮА

- Капитанский конкурс играли: Борис Никишкин (БМГЦ), Алексей Кривеня (Армавир), Алексей Бектасов (МФЮА), Эльдияр Кененсаров (Бишкек).
- В конкурсе «Знакомый сюжет» за основу были взяты следующие сюжеты: «Русская дорога» — «Рэмбо»; Сборная Большого московского государственного цирка — «Приключения Пиноккио»/«Приключения Буратино»; Сборная МФЮА — «Каникулы в Простоквашино»; «Азия MIX» — «Илиада»/фильм «Троя».
- В приветствии сборной Большого московского государственного цирка на сцену вышли представительницы команды КВН «Раисы».
- Как и в первом четвертьфинале, в конце биатлона члены жюри не смогли определиться с победителем, поэтому отдали победу обеим оставшимся командам, при том, что у сборной цирка остался один игрок, а «Азия MIX» осталась в полном составе. Таким образом, бишкекская команда стала первой в Высшей лиге, выигравшей биатлон «на выживание», не потеряв ни одного игрока.
- Сборная Большого московского государственного цирка стала двенадцатой командой, набравшей максимум баллов за игру в Высшей лиге.

Третий четвертьфинал
- Дата игры: 22 апреля
- Команды: Проигрыватель (Тамбов), Спарта (Астана), Сборная города Мурманска (Мурманск), Чистые пруды (Москва)
- Жюри: Семён Слепаков, Валдис Пельш, Константин Лавроненко, Константин Эрнст, Михаил Галустян, Юлий Гусман
- Конкурсы: Приветствие, Музыкальный биатлон, Капитанский конкурс («Я»), СТЭМ — Знакомый сюжет, Конкурс одной песни

| Команда           | Приветствие | Биатлон | общий | Капитанский | общий | СТЭМ | общий | КОП | Итого |
| ----------------- | ----------- | ------- | ----- | ----------- | ----- | ---- | ----- | --- | ----- |
| Проигрыватель     | 4,8         | 0,8     | 5,6   | 3,8         | 9,4   | 4    | 13,4  | 3,3 | 16,7  |
| Спарта            | 4,8         | 1       | 5,8   | 3,8         | 9,6   | 3,2  | 12,8  | 4   | 16,8  |
| Сборная Мурманска | 4,8         | 0,7     | 5,5   | 3,8         | 9,3   | 3,5  | 12,8  | 4   | 16,8  |
| Чистые пруды      | 4,8         | 0,9     | 5,7   | 3,5         | 9,2   | 4    | 13,2  | 3,7 | 16,9  |

Результат игры:
1. Чистые пруды
2. Сборная города Мурманска; Спарта
3. Проигрыватель

- Капитанский конкурс играли: Демид Буриков (Чистые пруды), Данияр Джумадилов (Астана), Герман Иванов (Мурманск), Алексей Шатин (Тамбов).
- В конкурсе «Знакомый сюжет» за основу были взяты следующие сюжеты: «Спарта» — «Джеймс Бонд»; «Проигрыватель» — «Винни-Пух»; Сборная города Мурманска — СТЭМы «Гадя Петрович Хренова» и «Отец и сын наряжают новогоднюю ёлку»; «Чистые пруды» — «Усатый нянь».
- Перед последним конкурсом «Проигрыватель» были на первом месте, после него они оказались на последнем.
- «Спарта» стала второй командой в Высшей лиге, выигравшей биатлон «на выживание», не потеряв ни одного игрока.

Восьмой командой в полуфинале, решением жюри, стала команда Проигрыватель (третья игра).

### Полуфиналы
Первый полуфинал
- Дата игры: 30 сентября
- Команды: Спарта (Астана), Чистые пруды (Москва), Сборная города Мурманска (Мурманск), Проигрыватель (Тамбов)
- Жюри: Константин Лавроненко, Валдис Пельш, Константин Эрнст, Михаил Галустян, Юлий Гусман
- Конкурсы: Приветствие, Биатлон, Видеоконкурс («Видеоблог»), Музыкальный фристайл

| Команда           | Приветствие | Биатлон | общий | Видеоконкурс | общий | Муз. фристайл | Итого |
| ----------------- | ----------- | ------- | ----- | ------------ | ----- | ------------- | ----- |
| Спарта            | 4,8         | 0,8     | 5,6   | 4            | 9,6   | 5,8           | 15,4  |
| Чистые пруды      | 4           | 0,7     | 4,7   | 4            | 8,7   | 6             | 14,7  |
| Сборная Мурманска | 4,6         | 1       | 5,6   | 4            | 9,6   | 6             | 15,6  |
| Проигрыватель     | 4           | 0,9     | 4,9   | 3,8          | 8,7   | 5,4           | 14,1  |

Результат игры:
1. Сборная города Мурманска
2. Спарта
3. Чистые пруды
4. Проигрыватель

- В первом полуфинале сыграли те же команды, что и в третьем четвертьфинале.
- На этой игре команде «Чистые пруды» помогали КВНщики из прошлых сезонов. В приветствии с ними выступил Гарик Харламов (МАМИ, «Незолотая молодёжь»), а в музыкальном фристайле — Ксения Корнева («Раисы»).
- В музыкальном фристайле Сборной города Мурманска приняла участие группа «Дискотека Авария».

Второй полуфинал
- Дата игры: 7 октября
- Команды: Азия MIX (Бишкек), Доброжелательный Роман (Санкт-Петербург), Радио Свобода (Ярославль), Сборная Большого московского цирка (Москва)
- Жюри: Константин Лавроненко, Валдис Пельш, Константин Эрнст, Михаил Галустян, Юлий Гусман
- Конкурсы: Приветствие, Биатлон, Видеоконкурс («Видеоблог»), Музыкальный фристайл

| Команда       | Приветствие | Биатлон | общий | Видеоконкурс | общий | Муз. фристайл | Итого |
| ------------- | ----------- | ------- | ----- | ------------ | ----- | ------------- | ----- |
| Азия MIX      | 4,8         | 0,9     | 5,7   | 4            | 9,7   | 6             | 15,7  |
| Романы        | 4,4         | 0,7     | 5,1   | 3,2          | 8,3   | 5             | 13,3  |
| Радио Свобода | 4,6         | 1       | 5,6   | 4            | 9,6   | 5,8           | 15,4  |
| Сборная цирка | 5           | 0,8     | 5,8   | 3,8          | 9,6   | 5,6           | 15,2  |

Результат игры:
1. Азия MIX
2. Радио Свобода
3. Сборная Большого московского цирка
4. Доброжелательный Роман

- На этой игре «Азия MIX» показали музыкальный фристайл про кыргызского фаворита Екатерины Второй.
- В приветствии Сборной цирка участвовал Александр Олешко.
- В видеоблоге команды цирка снялись Константин Лавроненко, Эдгард Запашный, Аскольд Запашный и Юрий Лоза. В видеоблоге команды «Доброжелательный Роман» снялся Александр Друзь.

По просьбе жюри в финал прошла также Сборная Большого московского цирка.

### Финал
- Дата игры: 23 декабря
- Команды: Азия MIX (Бишкек), Радио Свобода (Ярославль), Спарта (Астана), Сборная Большого московского цирка (Москва), Сборная города Мурманска (Мурманск)
- Жюри: Константин Лавроненко, Семён Слепаков, Сергей Гармаш, Татьяна Навка, Михаил Галустян, Юлий Гусман
- Конкурсы: Приветствие, Музыкальный Биатлон, Музыкальный фристайл («Новогодний фристайл»)

| Команда           | Приветствие | Биатлон | общий | Муз. фристайл | Итого |
| ----------------- | ----------- | ------- | ----- | ------------- | ----- |
| Азия MIX          | 5           | 0,9     | 5,9   | 5             | 10,9  |
| Радио Свобода     | 4,5         | 0,7     | 5,2   | 4,3           | 9,5   |
| Спарта            | 4,8         | 0,8     | 5,6   | 5             | 10,6  |
| Сборная цирка     | 4,8         | 0,6     | 5,4   | 4,8           | 10,2  |
| Сборная Мурманска | 4,8         | 0,9     | 5,7   | 4,7           | 10,4  |

Результат игры:
1. Азия MIX
2. Спарта
3. Сборная города Мурманска
4. Сборная Большого московского государственного цирка
5. Радио Свобода

Чемпионом сезона 2016 стала команда «Азия MIX».
- На этой игре в выступлениях команд участвовали следующие знаменитости: Денис Майданов (за Мурманск), Филипп Киркоров (за «Спарту»), синхронистки Светлана Ромашина и Наталья Ищенко (за Сборную БМГЦ), Борис Моисеев (также за Сборную БМГЦ).
- Игру открыл дуэт «ЮрКисс и ВладиМир» с песней о командах-финалистах. Масляков не представил команды в начале игры, а сразу перешёл к представлению членов жюри.
- Сборная города Мурманска стала первой командой, сыгравшей три финала в Высшей лиге, но не ставшей чемпионом.
- «Радио Свобода» стали первой командой, которой не удалось завоевать медали в двух финалах.
- Впервые с 1995 года в жюри финала Высшей лиги не было Константина Эрнста.
- «Азия MIX» стала первым не-российским чемпионом Высшей лиги с 2005 года.
- Сезон 2016 стал первым после сезона 2001 (а значит, вторым в XXI веке), в котором чемпионом не стала команда из России. Также, впервые в XXI веке нероссийские команды заняли два первых места в финале. Последний раз подобное произошло в 1999 году.
- «Азия MIX» — первая команда из Средней Азии, ставшая чемпионом КВН.
- Впервые после сезона 2007 команда, выступившая последней в финале, не стала чемпионом. Игру закрывала Сборная города Мурманска, однако в эфирной версии монтажёры поменяли последовательность выступлений, и вставили выступление мурманчан до выступления команды «Азия MIX».
- Сборная города Мурманска и «Спарта» встретились в этом сезоне на всех четырёх этапах.
- По окончании этой игры редактор Дмитрий Колчин объявил об уходе из АМиК[29].

## Члены жюри
В сезоне 2016 игры Высшей лиги КВН судили 11 человек.
10 игр
- Михаил Галустян

9 игр
- Юлий Гусман

8 игр
- Валдис Пельш
- Константин Эрнст

7 игр
- Константин Лавроненко

6 игр
- Семён Слепаков

3 игры
- Пелагея
- Дмитрий Нагиев

1 игра
- Сергей Гармаш
- Татьяна Навка
- Леонид Слуцкий